# Vojska
Vojska es un pueblo serbio perteneciente al municipio de Svilajnac, distrito de Pomoravlje.

## Superficie
Cuenta con una superficie de 20,57 kilómetros cuadrados.

## Demografía
Hasta 2022 la población era de 551 habitantes, con una densidad de población de 26,79 habitantes por kilómetro cuadrado.
| Gráfica de evolución demográfica de Vojska entre 1948 y 2022                         |
|                                                                                      |
| Datos según Population statistics of Eastern Europe & former USSR y City Population. |